# NGC 3434
NGC 3434 је спирална галаксија у сазвежђу Лав која се налази на NGC листи објеката дубоког неба.
Деклинација објекта је + 3° 47' 31" а ректасцензија 10h 51m 58,0s. Привидна величина (магнитуда) објекта NGC 3434 износи 12,3 а фотографска магнитуда 13,1. NGC 3434 је још познат и под ознакама UGC 5980, MCG 1-28-15, CGCG 38-36, PGC 32595.